# Fiat 500 First Edition
La edición especial, limitada y numerada Fiat 500 First Edition fue presentada el 12 de julio de 2011 en Shanghái. La edición conmemora el retorno de Fiat con el 500 al mercado chino y anticipa la campaña de comercialización de este modelo en el país, cuyo inicio se programó para el 15 de septiembre de 2011. La edición está limitada a solo 100 unidades y se comercializó exclusivamente en el país asiático. Se basa en la carrocería americana tipo berlina del Fiat 500 en su acabado Lounge. El motor disponible para toda la serie es el 1.4 FIRE de 101 CV asociado a un cambio automático de seis relaciones. Fiat abrió desde el 12 de julio hasta el 15 de septiembre de 2011 el plazo de preserva del 500 y organizó un sorteo en el cual 100 clientes de entre todos los que prereservasen un 500 podrían cambiarlo por una de las unidades de la edición de forma completamente gratuita.

## Características

### Exterior
El exterior de la edición es de un exclusivo color blanco nacarado de tres capas. Además, para personalizar los laterales de cada una de las unidades, cinco jóvenes diseñadores gráficos chinos realizaron sendos diseños de gran impacto visual representando de forma simbólica la relación existente entre Italia y China. Así, cada una de las unidades de la edición pueden estar personalizadas con los motivos gráficos realizados por cada artista. Mee Wong presentó un diseño titulado “Shangri-La”, Benny Luk el diseño “Follow Your Instinct”, Ray Lei el diseño “Fairy Tale”, Nod Young el diseño "Life" y Yan Wei el diseño "Surprise". Todas las unidades cuentan además con insignias identificativas de la edición situadas en la parte exterior de los marcos de las ventanillas delanteras, un logotipo con la bandera de Italia en la zona más próxima a la puerta de la parte superior de las aletas delanteras y algunos acabados exteriores cromados.

### Interior
En el interior de todas las unidades de la edición los asientos son de cuero rojo, un guiño al color nacional del país al que va destinada la edición.